# Одергем

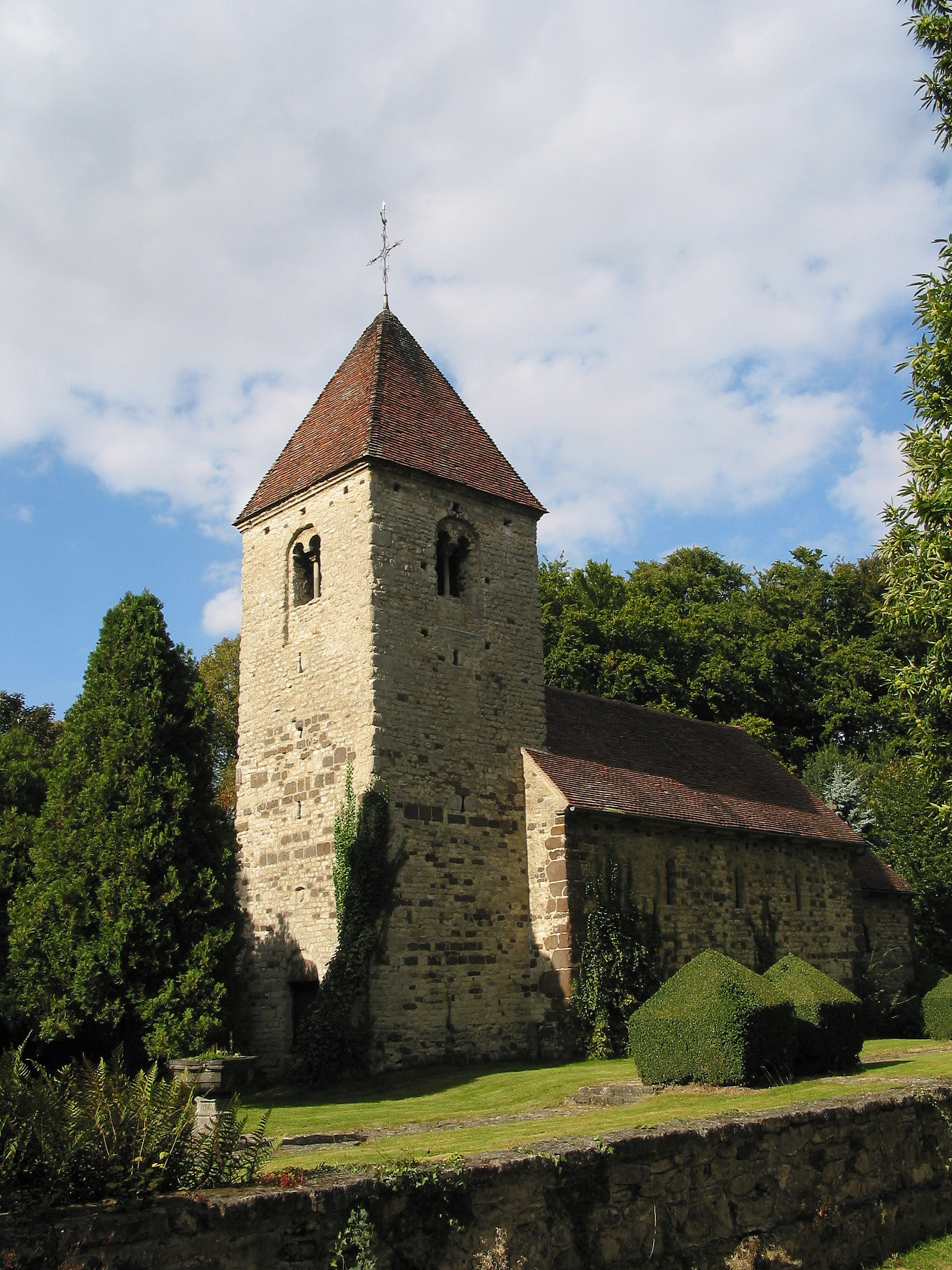
Часовня святой Анны

Одергем (фр. Auderghem [odəʁˈɡem]), или Аудергем (нидерл. Oudergem [ˈɔudərˌʝɛm]) — одна из девятнадцати коммун, образующих Брюссельский столичный регион Бельгии.
Расположенный южнее столицы, вдоль долины Волюве у входа в Суанский лес (Forêt de Soignes, Zoniënwoud), город имеет преимущество в окружающей среде. Несмотря на широкую дорогу, проложенную через город, и растущее движение, он смог сохранить важную часть своего природного и исторического наследства: ручьи, аббатство Rouge-Cloître или Rood Klooster (Красный монастырь) и его центр, монастырь Val Duchesse, или Hertoginnedal (Долина Герцогини), замок Trois Fontaines или Drie Fonteinen (Трех фонтанов), и замечательную часовню святой Анны.

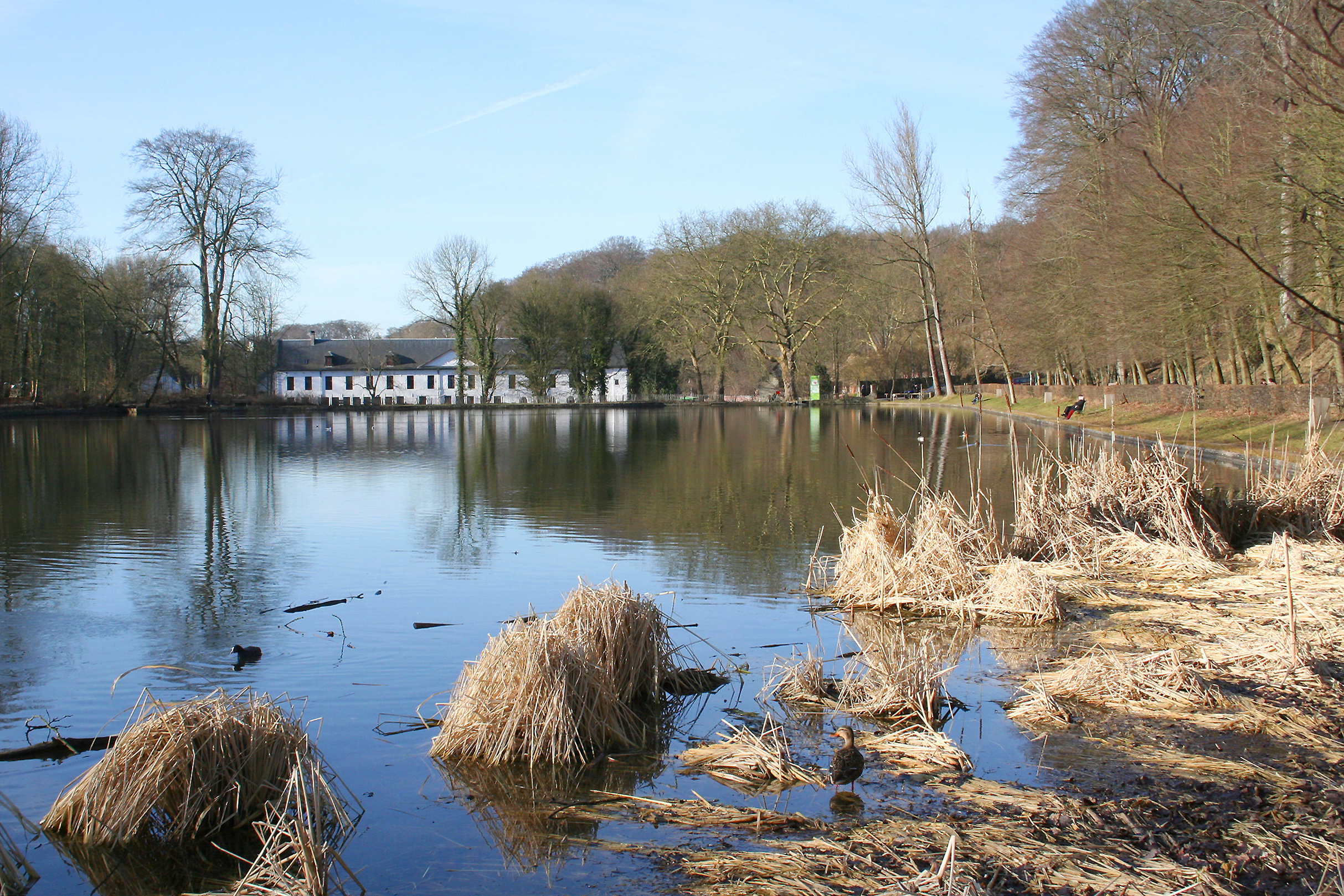
Аббатство Rouge-Cloître

Одергем граничит с коммунами Эттербек, Иксель, Волюве-Сен-Пьер и Ватермаль-Буафор. 
Коммуной управляет 16-й мэр Didier Gosuin.

## История
Три лесные деревни (Одергем, Ватермаль и Буафор) долгое время были единым целым. В 1794 солдаты Французской Революции решили разделить их на три отдельных коммуны. В 1811 Наполеон императорским декретом вновь объединил эти три деревни в одну административную единицу. Но Одергем был вновь отделен королевским актом, оставившим Ватермаль-Буафор. Таким образом, Одергем становится в 1863 году независимым муниципалитетом с населением 1600 человек.
Со строительством железной дороги, соединяющей Брюссель и Тервюрен, а также со строительством в 1910 Бульвара du Souverain или Vorstlaan, модернизация пришла в коммуну и численность населения стала быстро расти.
В 1956 Поль-Анри Спаак провел Межправительственную Конференцию по вопросам Общего Рынка и Евроатома в замке Val Duchesse (Замок Долины Герцогини) в Одергеме, которая являлась этапом в подготовке Римского договора в 1957, к основанию Европейского сообщества и Евратома в 1958.

## Достопримечательности

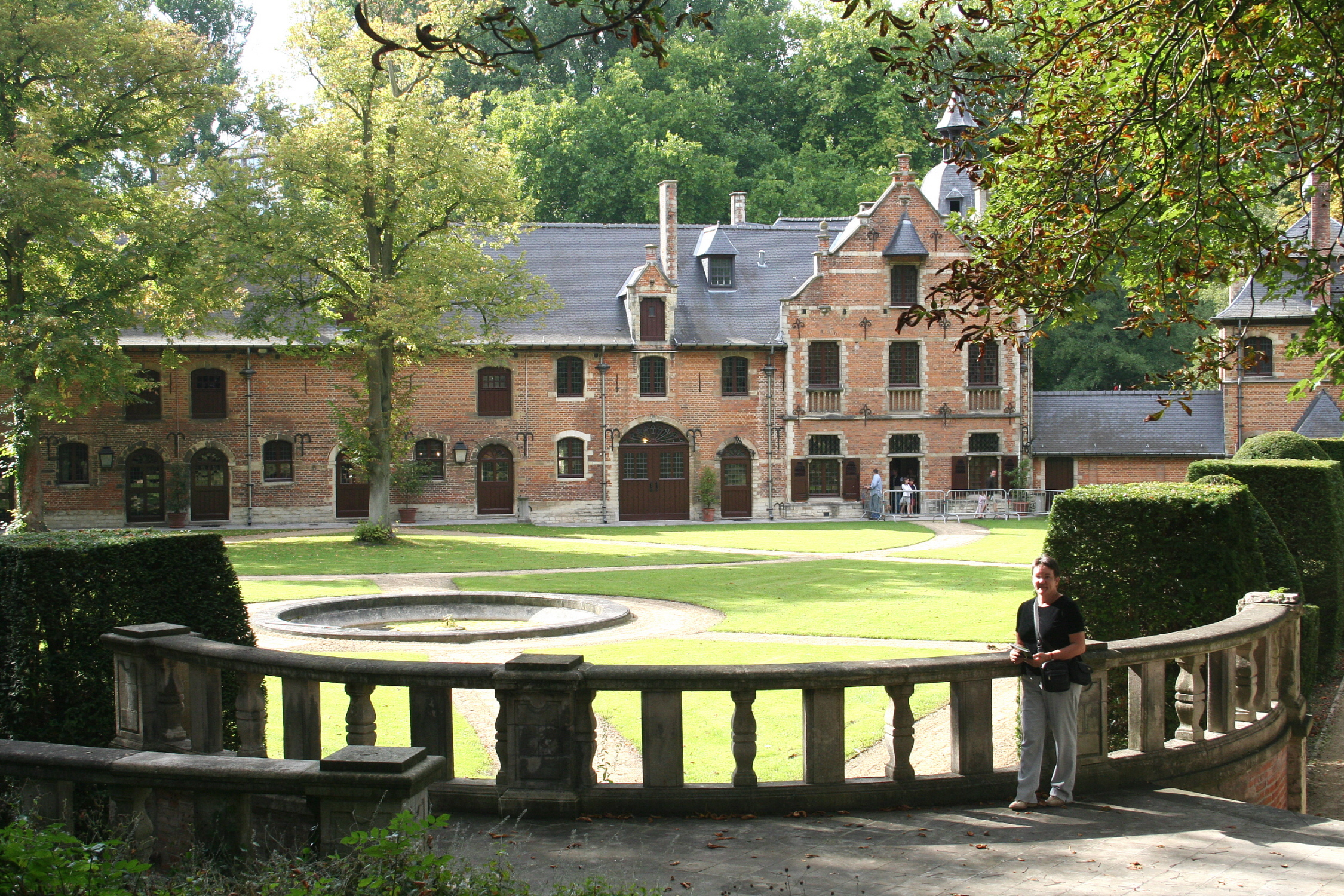
Монастырь Val Duchesse

Монастырь Val Duchesse или Hertoginnedal, подарок короля редко открыт для публики. В 1963 году там собирался кабинет министров Бельгии, призывая к федерализму в стране, однако был раскритикован радикально настроенными фламандскими националистами.
Также часовня Святой Анны, возведенная в 12 столетии, закрыта для публики. Начиная с 1843 года она несколько раз меняла своего владельца, однако средневековые скульптуры и мебель по-прежнему находятся внутри.

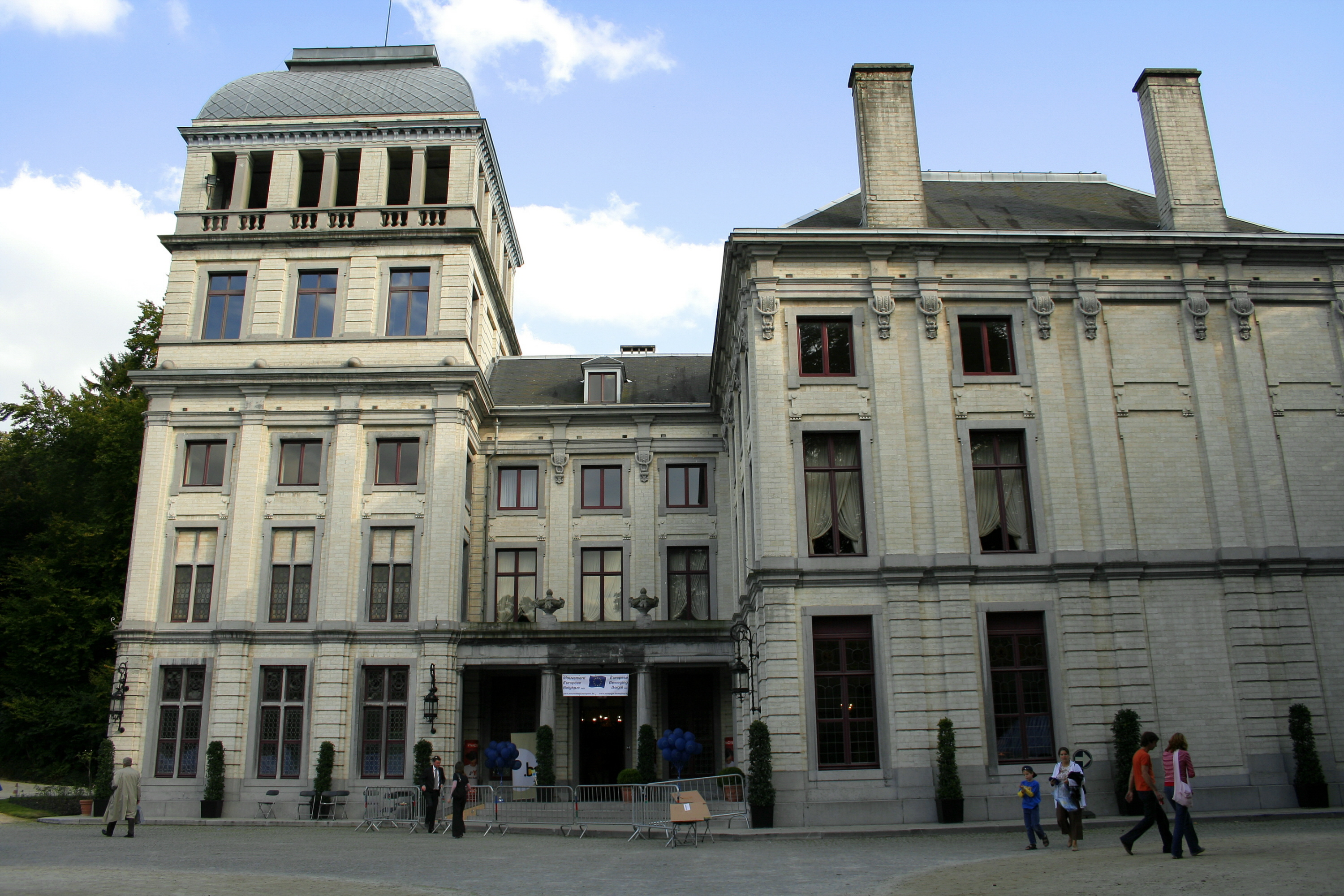
Замок Val Duchesse

## Внешние ссылки
- Официальный сайт коммуны на французском Архивная копия от 8 февраля 2002 на Wayback Machine
- Официальный сайт коммуны на нидерландском Архивная копия от 22 июля 2009 на Wayback Machine